# هيروكو تسوجي (لاعبة جمباز فني)
هيروكو تسوجي (باليابانية: 加藤宏子؛ بالكانا: かとう ひろこ) هي لاعبة جمباز فني يابانية، ولدت في 29 نوفمبر 1938 في إيشيكاوا في اليابان.

## وصلات خارجية
- هيروكو تسوجي على موقع الاتحاد الدولي للجمباز (biography) (الإنجليزية)
- هيروكو تسوجي على موقع اللجنة الأولمبية الدولية (الإنجليزية)
- هيروكو تسوجي على موقع أوليمبيديا (الإنجليزية)